# 戴梓
戴梓（1649年—1726年），字文開，號耕煙。浙江仁和（今杭州市）人，清朝火器制造家、画家。

## 生平
戴梓出生在官宦之家。在父亲戴蒼的影响下，戴梓喜欢上机械制造，曾自制多种火器，其中一种能击中百步以外的目标。
1674年（清康熙十三年），耿精忠自福建起兵进犯浙江，响应吴三桂叛乱。康熙帝派遣康亲王杰书为奉命大将军，率清军赴闽浙征讨耿精忠。回朝后，授其翰林院侍讲官职，入南书房，并命他参预纂修《律吕正义》。
戴梓在文学上亦有造诣，十二歲成詩“有能匡社稷，無計退饑寒”，曾著《耕烟草堂诗钞》。他还总结前人的治水经验，著有《治河十策》。戴梓七十大壽寫詩自評：“磨剑半生虚售世，著书千载枉惊人。”

### 兵器才华
根據《国朝耆献类证初编》卷120中記載，戴梓曾向康亲王进献了“连珠火铳法”，后来《清史稿》亦记载了此事的源本；根据《清史稿》记载，戴梓的连珠火铳能够连续射击28发子弹。有一說戴梓并没有将连珠铳献给军营，而是“藏器于家”；据说戴梓做一梦，梦中人斥责他说，上天有好生之德，你如果将此器献上使其“流布人间”，你的子孙后代将没有活人了。根据其後人戴遂堂的描述，这种连珠铳是一种有火药仓和弹丸仓的燧发枪。
1686年，荷兰政府派遣使者来到中国，并进贡“蟠肠鸟枪”，戴梓奉命仿造十枝枪，回赠荷兰使者。不久，他又奉命仿造佛朗機炮，只用了5天就完成。

### 流放北地
比利时传教士南怀仁曾向康熙炫耀西洋“冲天炮”（又称“子母炮”），并夸口说“冲天炮”只有比利时人能造，结果费時一年没造出来，而戴梓僅用八天造成；“冲天炮”造好后，康熙率众臣亲临现场观看试射，赐名为“威远将军”，并下令把制造者的姓名镌刻在炮身上以示纪念。
然而戴梓却因此得罪了南怀仁，以致南怀仁怀恨在心，与陈宏勋妄奏戴梓“私通东洋”，结果戴梓被流放盛京（今沈阳），被迫靠卖字画度日，艰难地生活了30多年，“常冬夜拥败絮卧冷炕，凌晨蹋冰入山拾榛子以疗饥”。1704年（康熙四十三年）终于遇赦回乡，留居鐵嶺（今辽宁铁岭），1726年（雍正四年）辞世。

### 争议
有关戴梓的文献记载，最早当属清乾嘉时著名学者纪晓岚所撰《阅微草堂笔记》一书。此书成于嘉庆三年（1798年），刊行于嘉庆五年（1800年），其中卷十九《滦阳续录（一）》中记载纪晓岚与戴梓之子戴遂堂（戴亨）交谈时，遂堂言其先德“本浙江人，心思巧密，好与西洋人争胜，在钦天监与南怀仁（西洋人，官钦天监正）忤，遂徙铁岭，故先生为铁岭人。少时见先人造一鸟铳，形若琵琶，凡火药铅丸皆贮于铳脊，以机轮开闭，其机有二，相衔如牝牡，扳一机则火药铅丸自落筒中，第二机随之并动，石激火出而铳发矣。计二十八发，火药铅丸乃尽，始需重贮，拟献于军营，夜梦一人诃责曰：上帝好生，汝如献此器，使流布人间，汝子孙无噍类矣。乃惧而不献”。
根据戴亨描述：28连珠火铳的铳背是弹匣，可以贮存28发火药铅丸。铳机有两个，相互衔接，扣动一机，弹药自落于筒中，同时解脱另一机而击发。连珠火铳的形状很像琵琶，能够连续射击28发子弹。

## 家族
有四子，戴京、戴亮、戴亨、戴高。三子戴亨與李鍇、陳景元被稱為“遼東三老”。

## 延伸阅读
[在维基数据编辑]
 《清史稿·卷505》，出自趙爾巽《清史稿》

## 外部連結
- 天下文章一大抄，聊聊康熙年“戴梓机關槍”事件 （页面存档备份，存于）
- 滿清一代武器製造天才戴梓的悲劇 （页面存档备份，存于），星島環球網
- 戴　梓
- 火器天才戴梓遭洋人陷害 （页面存档备份，存于）